# 鵙目貫一郎
鵙目 貫一郎（もずめ かんいちろう、1840年1月6日 - 1877年3月13日）は、仙台藩の支藩であった岩出山藩の藩士で、維新後は北海道小樽で教育機構の整備に取り組んだ教育者。

## 経歴
鵙目は、岩出山藩において、昌平坂学問所へ派遣される機会を与えられ、後には藩主伊達邦直の下で祐筆から家老となった。
維新後に、藩主邦直以下、旧藩士たちが現在の北海道当別町への開拓入植を行なった際には、鵙目は開拓幹事のひとりとなり、邦直の側近として北海道へ渡った。1871年7月に、当時の後志国小樽郡延嘉裏町（後の小樽市）に寄留していた際、住民子弟のための私塾「鵙目塾」を開いた。これが短期間のうちに移転を重ねて1872年10月に開運町に移り、同地で1873年に開拓使が設置した小樽郡教育所に発展し、鵙目はその初代校長にあたる初代教授となった。鵙目は、小樽に1875年ころまで滞在し、教育に従ったが、健康を害して石狩別当へ移り、同地で没した。

## 残されたもの
鵙目は、日記を多く残しており、北海道への入植の経緯を記録した『従駕日録』が史料として知られる。小樽における日記も、当時の学校運営や日常生活の実態を伝える貴重な資料とされている。これらの日記の現物は、小樽に関する部分が小樽市総合博物館、その他は当別町教育委員会が保管している。
小樽郡教育所は、その後は小学校として存続し、最後は小樽市立量徳小学校となったが、2012年に廃校となった。跡地には、鵙目の功績を讃える碑文を刻んだ「小樽教育発祥之地」の記念碑がある。
本庄睦男の小説『石狩川』の冒頭に登場する「玉目三郎」は、鵙目がモデルとされる。